# Communauté de communes de Haute Picardie
Die Communauté de communes de Haute Picardie war ein französischer Gemeindeverband mit der Rechtsform einer Communauté de communes im Département Somme in der Region Hauts-de-France. Sie wurde am 15. Juni 1994 gegründet und umfasste 24 Gemeinden. Der Verwaltungssitz befand sich im Ort Chaulnes.

## Historische Entwicklung
Am 1. Januar 2017 wurde der Gemeindeverband  mit der Communauté de communes du Santerre zur neuen Communauté de communes Terre de Picardie zusammengeschlossen.

## Ehemalige Mitgliedsgemeinden
1. Ablaincourt-Pressoir
2. Assevillers
3. Belloy-en-Santerre
4. Berny-en-Santerre
5. Chaulnes
6. Chuignes
7. Dompierre-Becquincourt
8. Estrées-Deniécourt
9. Fay
10. Fontaine-lès-Cappy
11. Foucaucourt-en-Santerre
12. Framerville-Rainecourt
13. Fresnes-Mazancourt
14. Herleville
15. Hypercourt (Commune nouvelle)
16. Lihons
17. Marchélepot
18. Misery
19. Proyart
20. Punchy
21. Puzeaux
22. Soyécourt
23. Vauvillers
24. Vermandovillers